# زفونيمير سيرداروشيتش
زفونيمير سيرداروشيتش (بالألمانية: Zvonimir Serdarušić) مواليد 2 سبتمبر 1950 في موستار، جمهورية يوغوسلافيا الاشتراكية الاتحادية، هو لاعب كرة يد ألماني معتزل أصبح مدرباً. مثل منتخب يوغوسلافيا لكرة اليد في 79 مباراة. شارك في دورة الألعاب الأولمبية الصيفية سنة 1976. حقق المركز الثالث في بطولة العالم لكرة اليد للرجال 1974.

## المسيرة الاحترافية
لعب مع نادي بيلوفار لكرة اليد من سنة 1973 إلى 1980، ثم لعب مع نادي كيل لكرة اليد في موسم 1980–1981، ثم لعب مع نادي فوكس برلين لكرة اليد في الدوري الألماني من سنة 1981 إلى 1984.

## الإنجازات
كلاعب
- بطولة يوغوسلافيا لكرة اليد : 1971-72، 1970-71

كمدرب
- بطولة يوغوسلافيا لكرة اليد (1): 1984-85
- الدوري الألماني لكرة اليد (11): 1993-94، 1994–95، 1995–96، 1997–98، 1998–99، 1999-00، 2001–02، 2004–05، 2005–06، 2006–07، 2007–08
- دوري أبطال أوروبا لكرة اليد 2006–07
- كأس أوروبا لكرة اليد (3): 1998، 2002، 2004
- الدوري السلوفيني لكرة اليد (1): 2009-10
- الدوري الفرنسي لكرة اليد (1)

## روابط خارجية
- زفونيمير سيرداروشيتش على موقع نادي كيل لكرة اليد (الألمانية)
- زفونيمير سيرداروشيتش على موقع أوليمبيديا (الإنجليزية)